# Zack Hample
Zachary Ben Hampl také jen Zack Hample(* 14. září 1977) je americký bloger a sběratel předmětů z americké profesionální baseballové ligy Major League Baseball. Je známý pro jeho tvrzení, že shromáždil víc než 10000 míčků z prvoligových stadionů v severní Ameriky, včetně 3000. hitu v kariéře Alexe Rodrigueze a prvního kariérního homerunu Mika Trouta.
Jeho otcem byl spisovatel Stoo Hample.

## Baseballová sbírka
Hampl tvrdí, že shromáždil více než 11.000 míčků z 54 různých prvoligových stadionů k 31. srpnu 2017, a to včetně 54 zahraných homerunů. Byl kritizován fanoušky, komentátory i hráči, kteří ho obvinili, z bezohlednosti k fanouškům, včetně malých dětí ve snaze získat další míčky.
Clayton Kershaw mu jednou odmítl dát míček. Hampl na twittru uvedl, že se zeptal Claytona Kershawa proč mu míč odmítl dát, on mu odpověděl, protože jich má už 7000.

## Psaní
Napsal tři knihy. První kniha s názvem How to Snag Major League Baseballs byla vydána nakladatelstvím Simon & Schuster v roce 1999, kdy byl studentem na Guilford College. Druhá kniha s názvem Watching Baseball Smarter byla vydána nakladatelstvím Random House v roce 2007. Třetí kniha má název The Baseball a taktéž byla vydána v nakladatelství Random House, dne 8. března 2011.

## Dobročinné aktivity
Od roku 2009 získal peníze pro neziskovou charitativní organizaci Pitch in for Baseball, která poskytuje baseballové a softballové náčiní pro znevýhodněné děti na celém světě.

## Pokusy o rekord
Dne 2. července 2012 se pokusil překonat světový rekord tím, že se pokusí chytí míček shozený z vrtulníku 1000 stop nad Edward A. LeLacheur Parkem v Lowellu chytačským náčiním, které mu darovala společnost Rawlings. Chytil baseballové míčky shozené z nadmořské výšky 312 stop, 562 stop a 822 stop, ale agentura ministerstva dopravy Federal Aviation Administration další pokusy odvolala z důvodu silného větru. Dne 13. července 2013 měl další pokus, kdy se mu podařilo chytit míček spadlý z nadmořské výšky 1050 stop.